# Kerry Kennedy

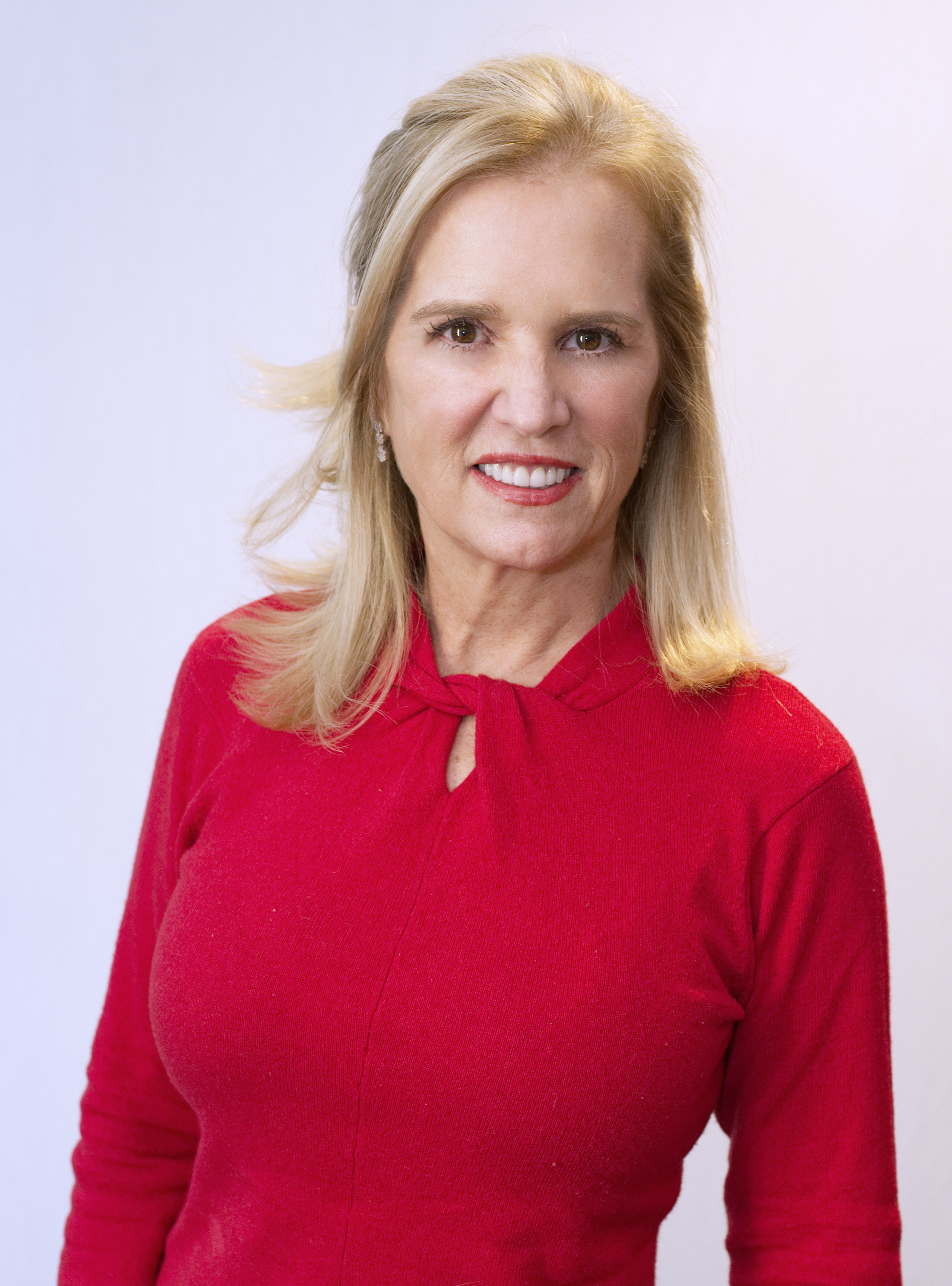
Kerry Kennedy

Mary Kerry Kennedy (* 8. September 1959 in Washington, D.C.) ist das siebte der elf Kinder von Robert F. Kennedy und Ethel Kennedy.

## Leben und Wirken
Kennedy erhielt einen Juris Doctor vom Boston College.
Sie ist seit 1981 als Menschenrechtsaktivistin tätig. Unter anderem gründete sie 1988 das Robert F. Kennedy Center for Human Rights, war Executive Director des Robert F. Kennedy Memorial und arbeitet für Amnesty International.

## Privatleben
Kerry Kennedy war 13 Jahre lang mit Andrew Cuomo, dem späteren Gouverneur von New York, verheiratet. Der Ehe, die 2005 geschieden wurde, entstammen drei gemeinsame Töchter.